# Чичиліано
Чичиліано (італ. Ciciliano) — муніципалітет в Італії, у регіоні Лаціо,  метрополійне місто Рим-Столиця.
Чичиліано розташоване на відстані близько 39 км на схід від Рима.
Населення — 1345 осіб (2014).
Щорічний фестиваль відбувається 18 серпня. Покровитель — Santa Liberata.

## Демографія
Населення за роками:

Станом на 1 січня 2023 року в муніципалітеті офіційно проживало 99 іноземців з 18 країн, серед них 64 громадяни країн Євросоюзу та 3 громадяни України.

## Сусідні муніципалітети
- Капраніка-Пренестіна
- Кастель-Мадама
- Черрето-Лаціале
- Пізоніано
- Самбучі
- Сан-Грегоріо-да-Сассола